# Pavol Červenák
Pavol Červenák (* 1. Juli 1987 in Bratislava) ist ein ehemaliger slowakischer Tennisspieler.

## Leben und Karriere
Červenák begann im Alter von sechs Jahren mit dem Tennissport. Auf der zweitklassigen Challenger Tour konnte er 2013 erstmals einen Titel im Doppel gewinnen, auf der drittklassigen ITF Future Tour gewann er bereits mehrere Titel. Auf der ATP World Tour spielte er 2008 in Zagreb erstmals. Nach erfolgreicher Qualifikation scheiterte er in der Auftaktrunde an Gilles Simon in zwei Sätzen. Sein bestes Resultat erzielte er sowohl 2011 als auch 2012 beim Turnier in Stuttgart, als er jeweils als Qualifikant das Viertelfinale erreichte. 2012 gelang ihm dabei unter anderem ein Sieg gegen den favorisierten Tommy Haas. Beide Male verlor er im Viertelfinale gegen einen Argentinier: 2011 gegen Federico Delbonis, der ebenfalls als Qualifikant ins Feld kam, sowie 2012 gegen den späteren Turniersieger Juan Mónaco. Bei Grand-Slam-Turnieren kam er nie über die Qualifikationsrunden hinaus. 2015 spielte Červenák letztmals ein Profiturnier.
Ab 2007 spielte Červenák für die slowakische Davis-Cup-Mannschaft, in der er in zwei Begegnungen zum Einsatz kam.

## Spielerartikel
| Legende (Anzahl der Siege)                       |
| Grand Slam                                       |
| Tennis Masters Cup ATP World Tour Finals         |
| ATP Masters Series ATP World Tour Masters 1000   |
| ATP International Series Gold ATP World Tour 500 |
| ATP International Series ATP World Tour 250      |
| ATP Challenger Tour (1)                          |

### Doppel

#### Turniersiege
| Nr. | Datum          | Turnier | Belag | Partner      | Finalgegner                   | Ergebnis         |
| --- | -------------- | ------- | ----- | ------------ | ----------------------------- | ---------------- |
| 1.  | 20. April 2013 | Santos  | Sand  | Matteo Viola | Guilherme Clezar Gastão Elias | 6:2, 4:6, [10:6] |